# Langenloh
Langenloh is een plaats in de Duitse gemeente Petersaurach, deelstaat Beieren.